# Supercoppa italiana 2015
Supercoppa italiana 2015 byl zápas Supercoppa italiana, tedy italského fotbalového Superpoháru. Střetly se v něm týmy Juventus FC jakožto vítěz Serie A ze sezóny 2014/15, a SS Lazio, který se ve stejné sezóně stal finalistou italského fotbalového poháru Coppa Italia 2014/2015 (ve finále podlehl 1:2 právě Juventusu).
Zápas se odehrál 8. srpna 2015 na stadionu Shanghai Stadium v čínské Šanghaji. O poločase byl stav 0:0, Juventus FC ve druhé půli dvakrát skóroval a zvítězil 2:0. Znamenalo to sedmé prvenství Juventusu v soutěži.

## Detaily zápasu
| 8. 8. 2015 20:00 UTC+08:00 |        |          |                                                                     |
| Juventus FC                | 2 : 0  | SS Lazio | Shanghai Stadium, Šanghaj, Čína diváci: 30 000 rozhodčí: Luca Banti |
| Mandžukić 69' Dybala 73'   | Report |          | Shanghai Stadium, Šanghaj, Čína diváci: 30 000 rozhodčí: Luca Banti |

| Juventus FC | SS Lazio |

|                      |    |                      |  |     |
|                      |    |                      |  |     |
| GK                   | 1  | Gianluigi Buffon     |  |     |
| CB                   | 15 | Andrea Barzagli      |  |     |
| CB                   | 19 | Leonardo Bonucci     |  |     |
| CB                   | 4  | Martín Cáceres       |  |     |
| RWB                  | 26 | Stephan Lichtsteiner |  |     |
| LWB                  | 33 | Patrice Evra         |  |     |
| RM                   | 27 | Stefano Sturaro      |  | 90' |
| CM                   | 8  | Claudio Marchisio    |  |     |
| LM                   | 10 | Paul Pogba           |  |     |
| CF                   | 11 | Kingsley Coman       |  | 61' |
| CF                   | 17 | Mario Mandžukić      |  | 80' |
| Náhradníci:          |    |                      |  |     |
| GK                   | 25 | Neto                 |  |     |
| GK                   | 34 | Rubinho              |  |     |
| DF                   | 2  | Mauricio Isla        |  |     |
| DF                   | 24 | Daniele Rugani       |  |     |
| DF                   | 42 | Giulio Parodi        |  |     |
| MF                   | 20 | Simone Padoin        |  |     |
| MF                   | 37 | Roberto Pereyra      |  | 90' |
| MF                   | 40 | Mattia Vitale        |  |     |
| MF                   | 43 | Andrés Tello         |  |     |
| FW                   | 7  | Simone Zaza          |  |     |
| FW                   | 14 | Fernando Llorente    |  | 80' |
| FW                   | 21 | Paulo Dybala         |  | 61' |
| Trenér:              |    |                      |  |     |
| Massimiliano Allegri |    |                      |  |     |

|               |    |                         |  |     |
|               |    |                         |  |     |
| GK            | 22 | Federico Marchetti      |  |     |
| RB            | 26 | Ștefan Radu             |  |     |
| CB            | 6  | Santiago Gentiletti     |  |     |
| CB            | 3  | Stefan de Vrij          |  |     |
| LB            | 8  | Dušan Basta             |  |     |
| RM            | 32 | Danilo Cataldi          |  | 75' |
| CM            | 20 | Lucas Biglia            |  |     |
| LM            | 23 | Ogenyi Onazi            |  |     |
| AM            | 10 | Felipe Anderson         |  | 87' |
| AM            | 87 | Antonio Candreva        |  |     |
| CF            | 11 | Miroslav Klose          |  | 61' |
| Náhradníci:   |    |                         |  |     |
| GK            | 55 | Guido Guerrieri         |  |     |
| GK            | 99 | Etrit Berisha           |  |     |
| DF            | 2  | Wesley Hoedt            |  |     |
| DF            | 4  | Patric                  |  |     |
| DF            | 29 | Abdoulay Konko          |  |     |
| DF            | 33 | Maurício                |  |     |
| MF            | 7  | Ravel Morrison          |  | 87' |
| MF            | 21 | Sergej Milinković-Savić |  |     |
| MF            | 70 | Chris Ikonomidis        |  |     |
| FW            | 9  | Filip Đorđević          |  | 61' |
| FW            | 14 | Keita                   |  |     |
| FW            | 88 | Ricardo Kishna          |  | 75' |
| Trenér:       |    |                         |  |     |
| Stefano Pioli |    |                         |  |     |

| Asistenti rozhodčího: G. Cariolato F. Melli Čtvrtý rozhodčí: A. Damato | Pravidla - 90 minut řádné hrací doby. - 30 minut prodloužení v případě nerozhodného výsledku. - Penaltový rozstřel v případě nerozhodného výsledku po prodloužení. - Max. 7 náhradníků na lavičce, 3 povolená střídání (pro každé mužstvo). |